# Kim Hye-yoon
Đây là một tên người Triều Tiên, họ là Kim.
Kim Hye-yoon  (tiếng Hàn: 김혜윤; sinh ngày 10 tháng 11 năm 1996) là một nữ diễn viên và vũ công người Hàn Quốc. Cô lần đầu tiên được biết đến qua các vai diễn trong phim truyền hình Lâu đài tham vọng của JTBC; Vô tình tìm thấy Haru của MBC. Năm 2024 cô được biết đến với vai diễn Im Sol trong Cõng anh mà chạy.

## Tiểu sử

### Giáo dục
- Trường tiểu học Seoul Eunpyeong (서울은평초등학교) – Tốt nghiệp
- Trường trung học cơ sở nữ sinh Sunil (선일여자중학교) – Tốt nghiệp
- Trường trung học nữ sinh Sunil (선일여자고등학교) – Tốt nghiệp
- Đại học Konkuk (건국대학교), Nghiên cứu Phim – Tốt nghiệp Cử nhân Nghệ thuật

## Danh sách phim

### Phim
| Năm  | Nhan đề                      | Vai diễn      | Ghi chú                                                                                         | Ng.         |
| ---- | ---------------------------- | ------------- | ----------------------------------------------------------------------------------------------- | ----------- |
| 2017 | Memoir of a Murderer         | Maria khi trẻ | Vai phụ                                                                                         |             |
| 2019 | Another Child                | Jung Hyun-joo | Vai nhỏ                                                                                         |             |
| 2019 | The Bad Guys: Reign of Chaos | Oh Ji-yeon    | Cameo                                                                                           |             |
| 2021 | Midnight                     | So-jung       | Phim thuộc TVING                                                                                | [ 3 ] [ 4 ] |
| 2022 | The Girl Riding a Bulldozer  | Goo Hye-young | Vai chính đầu tiên, trình chiếu ở Hàn Quốc tại Liên hoan phim Quốc tế Busan lần thứ 26 năm 2021 | [ 5 ]       |
| 2023 | Thanh âm tình đầu            | Seo Han-sol   | Vai chính                                                                                       | [ 6 ]       |

### Phim truyền hình
| Năm     | Nhan đề                                 | Kênh | Vai diễn                               | Ghi chú                      | Ng.    |
| ------- | --------------------------------------- | ---- | -------------------------------------- | ---------------------------- | ------ |
| 2017    | Yêu tinh                                | tvN  | Phiên bản trẻ của một bà già góa chồng | Vai nhỏ (tập 15)             | [ 7 ]  |
| 2017    | Three Color Fantasy – Queen of the Ring | MBC  | Người phụ nữ ngồi                      | Vai nhỏ (tập 3)              |        |
| 2017    | Tunnel                                  | OCN  | Kim Young-ja khi trẻ                   | Vai nhỏ (tập 3 & 13)         |        |
| 2017    | Radiant Office                          | MBC  | Bad girl                               | Vai nhỏ (tập 8)              |        |
| 2017–18 | Man in the Kitchen                      | MBC  | Jung Soo-ji                            | Vai phụ                      | [ 8 ]  |
| 2018    | Oh, the Mysterious                      | SBS  | Kook Soo-ran khi trẻ                   | Vai nhỏ (tập 26)             |        |
| 2018    | Bước đến ôm em                          | MBC  | Yeon-sil                               | Vai nhỏ (tập 6 & 7)          |        |
| 2018    | Let's Eat 3                             | tvN  | Con gái của bệnh nhân tai nạn ô tô     | Vai nhỏ (tập 1)              |        |
| 2018–19 | Lâu đài tham vọng                       | JTBC | Kang Ye-seo                            | Vai chính                    |        |
| 2019    | Vô tình tìm thấy Haru                   | MBC  | Eun Dan-oh                             | Vai chính đầu tiên           |        |
| 2020    | Ký sự thanh xuân                        | tvN  | Lee Bo-ra                              | Cameo (tập 1)                | [ 9 ]  |
| 2020    | Live On                                 | JTBC | Seo Hyun-ah                            | Cameo (tập 1)                | [ 10 ] |
| 2020    | Vẻ đẹp đích thực                        | tvN  | Eun Dan-oh                             | Cameo (tập 4)                | [ 11 ] |
| 2021    | Ngự sử và Jo-yi                         | tvN  | Kim Jo-yi                              | Vai chính                    | [ 12 ] |
| 2021–22 | Snowdrop                                | JTBC | Kye Boon-ok                            | Vai chính                    | [ 13 ] |
| 2022    | Những cô nàng tạp vụ                    | JTBC | Joo-hyeon                              | Cameo, tập 1, 7 và tập 13-15 | [ 14 ] |
| 2024    | Cõng anh mà chạy                        | tvN  | Im Sol                                 | Vai chính                    | [ 15 ] |

## Chương trình thực tế
| Year | Title                                      | Role        | Note                                     |
| ---- | ------------------------------------------ | ----------- | ---------------------------------------- |
| 2019 | Running man                                | Guest       | ep 448                                   |
| 2019 | Happy Together - Season 4                  | Guest       | ep 17, 18 (Happy Together - ep 574, 575) |
| 2019 | Knowing Bros                               | Guest       | ep 166                                   |
| 2020 | Knowing Bros                               | Guest       | ep 212                                   |
| 2021 | Hangout with Yoo - How do you play         | Guest       | ep 81, 82, 83                            |
| 2021 | Busted!                                    | Guest       | ep 4, ep 12                              |
| 2021 | Law of the Jungle – Spring Special in Jeju | Cast        | ep 446, 447, 448                         |
| 2021 | Beauty and the Beast                       | Cast member |                                          |

## Giải thưởng và đề cử
| Năm  | Lễ trao giải                             | Hạng mục                                                | (Những) Người/Tác phẩm được đề cử                             | Kết quả   | Ng.           |
| ---- | ---------------------------------------- | ------------------------------------------------------- | ------------------------------------------------------------- | --------- | ------------- |
| 2019 | Baeksang Arts Awards                     | Best New Actress – Television                           | Sky Castle                                                    | Đoạt giải |               |
| 2019 | Korean Culture and Entertainment Awards  | Excellence Award, Actress in a Drama                    | Sky Castle                                                    | Đoạt giải |               |
| 2019 | MBC Drama Awards                         | Excellence Award, Actress in a Wednesday-Thursday Drama | Extraordinary You                                             | Đoạt giải |               |
| 2019 | MBC Drama Awards                         | Best New Actress                                        | Extraordinary You                                             | Đoạt giải |               |
| 2019 | MBC Drama Awards                         | Best Couple Award                                       | Kim Hye-yoon (with Rowoon and Lee Jae-wook) Extraordinary You | Đoạt giải |               |
| 2019 | Korea First Brand Awards                 | Rising Star Award, actress                              | Kim Hye-yoon                                                  | Đoạt giải |               |
| 2019 | Asia Model Awards                        | Rising Star Award                                       | Kim Hye-yoon                                                  | Đoạt giải |               |
| 2020 | 5th Asia Artist Awards                   | Giải thưởng tiềm năng                                   | Kim Hye-yoon                                                  | Đoạt giải | [ 16 ] [ 17 ] |
| 2021 | APAN Star Awards                         | KT Seezn Star Award                                     | Kim Hye-yoon                                                  | Đề cử     |               |
| 2022 | Grand Bell Awards                        | Best New Actress                                        | The Girl on a Bulldozer                                       | Đoạt giải |               |
| 2022 | Blue Dragon Film Awards                  | Best New Actress                                        | The Girl on a Bulldozer                                       | Đoạt giải |               |
| 2022 | New York Asian Film Festival             | Rising Star Asia Award                                  | The Girl on a Bulldozer                                       | Đoạt giải |               |
| 2022 | Buil Film Awards                         | Best New Actress                                        | The Girl on a Bulldozer                                       | Đề cử     |               |
| 2022 | Chunsa Film Art Awards                   | Best New Actress                                        | The Girl on a Bulldozer                                       | Đề cử     |               |
| 2022 | Golden Cinematography Awards             | Jury's Special Award                                    | The Girl on a Bulldozer                                       | Đoạt giải |               |
| 2022 | Korean Film Producers Association Awards | Best New Actress                                        | The Girl on a Bulldozer                                       | Đoạt giải |               |
| 2023 | Wildflower Film Awards                   | Best New Actress                                        | Kim Hye-yoon                                                  | ĐOẠT GIẢI |               |
| 2023 | Baeksang Arts Awards                     | Best New Actress – Film                                 | Kim Hye-yoon                                                  | Đề cử     |               |
| 2023 | Director's Cut Awards                    | Best New Actress                                        | Kim Hye-yoon                                                  | Đề cử     |               |
| 2024 |                                          |                                                         |                                                               |           |               |